# Richard D. Zanuck
Richard Darryl Zanuck (ur. 13 grudnia 1934 w Los Angeles, zm. 13 lipca 2012 w Beverly Hills) – amerykański producent filmowy. Syn Darryla F. Zanucka.
Richard D. Zanuck wyprodukował wraz ze swoją trzecią żoną Lili Fini Zanuck 72. ceremonię wręczenia Oscarów z 2000 roku. Posiada gwiazdę w Hollywoodzkiej Alei Sław.

## Filmografia
- Bez emocji (Compulsion) (1959)
- Sanktuarium (Sanctuary) (1961)
- Raport Chapmana (The Chapman Report) (1962)
- Dźwięki muzyki (The Sound of Music) (1965)
- Wążżżż (SSSSSSS) (1973)
- Żądło (The Sting) (1973)
- Willie Dynamite (1974)
- Sugarland Express (The Sugarland Express) (1974)
- Wiatraki śmierci (The Black Windmill) (1974)
- Dziewczyna z Pietrowki (The Girl from Petrovka) (1974)
- Akcja na Eigerze (The Eiger Sanction) (1975)
- Szczęki (Jaws) (1975)
- Generał MacArthur (MacArthur) (1977)
- Szczęki II (Jaws 2) (1978)
- Wyspa (The Island) (1980)
- Sąsiedzi (Neighbors) (1981)
- Werdykt (The Verdict) (1982)
- Kokon (Cocoon) (1985)
- Cel (Target) (1985)
- Kokon: Powrót (Cocoon: The Return) (1988)
- Wożąc panią Daisy (Driving Miss Daisy) (1989)
- W matni (Rush) (1991)
- W Kręgu Miłości (Rich in Love) (1993)
- Detektyw bez pamięci (Clean Slate) (1994)
- Dziki Bill (Wild Bill) (1995)
- Nieugięci (Mulholland Falls) (1996)
- Reakcja łańcuchowa (Chain Reaction) (1996)
- Dzień zagłady (Deep Impact) (1998)
- Prawdziwa zbrodnia (True Crime) (1999)
- Regulamin zabijania (Rules of Engagement) (2000)
- Planeta Małp (Planet of the Apes) (2001)
- Władcy ognia (Reign of Fire) (2002)
- Droga do zatracenia (Road to Perdition) (2002)
- Duża ryba (Big Fish) (2003)
- Charlie i fabryka czekolady (Charlie and the Chocolate Factory) (2005)
- Sweeney Todd: Demoniczny golibroda z Fleet Street (film 2007) (Sweeney Todd: The Demon Barber of Fleet Street) (2007)
- Jestem na tak (Yes Man) (2008)
- Księga ocalenia (The Book of Eli) (2010)
- Alicja w Krainie Czarów (Alice in Wonderland) (2010)
- Starcie tytanów (Clash of the Titans) (2010)
- Dark Shadows (2011)

## Nagrody
- Nagroda Akademii Filmowej
  - Najlepszy film
  - 1990: Wożąc panią Daisy